# Schnittholzsortierung
Holz ist ein natürliches Produkt, mit unterschiedlichen Wuchsbedingungen und Erbanlagen, sodass eine breite Streuung der Eigenschaften auftritt. Die Streuung der Eigenschaften wird durch die Verarbeitung zum Baustoff erhöht, weshalb eine Sortierung von Schnittware in Klassen gleicher Festigkeit sinnvoll ist, um optimale Verwendung und ausreichende Qualität zu gewährleisten. Sortiert wird bereits nach dem Einschnitt in Dimension, Verwendungszweck oder Aussehen. Am wichtigsten ist die Sortierung nach der Festigkeit, wobei die Sortiermerkmale in Beziehung zum Querschnitt gesetzt und verglichen werden, sowohl visuell als auch maschinell.

## Visuelle Sortierung
Bei der visuellen Sortierung werden äußerlich erkennbare Merkmale mit bloßem Auge erfasst und das Holz nach Bewertung der Festigkeit in verschiedene Sortierklassen eingeteilt. Bis weit ins 20. Jahrhundert hinein wurde Schnittholz nur visuell sortiert. Doch das ist zeitaufwändig und ungenau und benötigt viel Personal. Aktuell ist die visuelle Sortierung in der Sägeindustrie immer noch bedeutend. Die meisten Sägewerke sind kleine Betriebe, wo die Anschaffung einer maschinellen Sortierung sich nicht lohnt.

### Sortierparameter
Folgende Parameter werden bei der visuellen Sortierung in Betracht gezogen:
Astigkeit
Die Astigkeit ist ein sehr entscheidender Parameter bei der Sortierung. Er hat einen großen Einfluss auf die Festigkeit des Holzes. Je nach Schnittware wird unterschiedlich gemessen und bewertet.
Faserneigung
Bei der Faserneigung wird die Abweichung der Faserrichtung von der Längsachse gemessen. Sie beeinflusst die Festigkeit in geringeren Mengen.
Markröhre
Vorhanden oder nicht. Durch unterschiedliche Struktur beeinflusst es in geringen Mengen die Festigkeit
Jahrringbreite
Schnell gewachsenes Holz hat breitere Jahrringe und somit eine geringere Rohdichte bzw. Festigkeit.
Risse
Je nach Art des Risses ist eine Minderung der Festigkeit festzustellen. Kleine Risse werden meistens nicht beachtet. Blitzrisse/Ringschäle sind nicht zulässig; Schwindrisse müssen teilweise je nach Größe gemessen und ausgewertet werden.
Verfärbung
Veränderung der natürlichen Holzfarbe, z. B. Bläue (muss nicht berücksichtigt werden), Braun- oder Weißfäule (nicht zulässig)
Weitere Parameter wie Krümmung, Verdrehung, Reaktionsholz, Insektenfraß und Baumkante haben auch einen Einfluss auf die Festigkeit und fließen mit in die Bewertung des Schnittholzes.

### Sortierklassen
Jedes europäische Land hat seine eigenen Sortiervorschriften und Sortierklassen. Die eigene Sortierklasse kann dann einer europaweiten einheitlichen Festigkeitsklasse zugeordnet werden.
In Deutschland regelt die Norm DIN 4074 die Sortierklassen:
Kanthölzer und hochkant biegebeanspruchte Bretter und Bohlen
S7/S7K, S10/S10K, S13/S13K
Latten
S10, S13
Bretter und Bohlen
S7, S10, S13
Diese Sortierklassen sind für die Nadelholzsortierung. Bei der Laubholzsortierung befindet sich ein L vor dem S.

## Maschinelle Sortierung
Durch die immer größer werdende Nachfrage nach Holz müssen auch die Prozesse in der Weiterverarbeitung immer schneller und präziser ablaufen. Anfang 1960 wurden die ersten Sortiermaschinen in Australien und den USA konzipiert und eingesetzt, welche durch mechanische Biegefestigkeit das Schnittholz beurteilen konnten. 1970 wurden weitere drei Sortiermaschinen in England und Skandinavien mit verbesserter Maschinen- und Messtechnik entwickelt. Anfang  1980 wurden zwei weitere Sortiermaschinen entwickelt, welche durch neuste Computertechnik mehrere Messwerte parallel aufnehmen konnten, die zusammen zu einer gemeinsamen Einteilung führten. Der sogenannte Finnograder und ISO-GreComat. Durch Versuche wurde herausgefunden, dass der E-Modul der beste Einzelparameter ist und sich in Verbindung mit einem weiteren Parameter wie Astigkeit weiter verbessern lässt. 1993 folgte dann die erste Sortiermaschine (EuroGreComat) auf den Markt, welcher E-Modul, Rohdichte und Astigkeit des Holzes erfasste und miteinander vergleichen konnte. Die Vorteile sind eindeutig: höhere Sortiergeschwindigkeiten und eine hohe Genauigkeit bei der Festigkeitssortierung, zudem eine bessere Ausbeutung der Verwendung und des Rohstoffes Holz.

### Sortierparameter
- Astigkeit
- Rohdichte
- E-Modul

Mit diesen drei Parametern kann Holz sehr genau sortiert werden. Teilweise werden auch zusätzlich noch weitere Sortierparameter mitbestimmt und berücksichtigt.

### Sortierklassen
Bei der maschinellen Sortierung folgt die Einordnung im Gegensatz zur visuellen Sortierung direkt in die Festigkeitsklassen. Die maschinelle Sortierung wird durch die EN 14081 geregelt.
- Europaweite Festigkeitsklassen für Nadelholz: C14, C16, C18, C22, C24, C27, C30, C35, C40
- Europaweite Festigkeitsklassen für Laubholz: D30, D35, D40, D60, D70

Jede Festigkeitsklasse hat Materialkennwerte für die Sortierparameter vorgegeben. Bei der visuellen Sortierung entspricht die Sortierklasse S13 der Festigkeitsklasse C30, S10 entspricht C24 und S7 entspricht C18.

### Perspektiven
Die maschinelle Schnittholzsortierung bringt viele Vorteile mit sich. Einerseits kann Holz eingespart, anderseits kann es auch durch die genauere Sortierung in Festigkeitsklassen wirtschaftlicher genutzt werden. Das würde Holz gegenüber Stahl und Beton deutlich konkurrenzfähiger machen. Trotzdem hat sich die maschinelle Sortierung gegenüber der visuellen Sortierung noch nicht durchgesetzt. Zum einen ist die Anschaffung der Maschinen kostspielig und bringen auch einige Veränderungen im Betrieb mit sich. Weitere Kosten entstehen durch die strengen europaweiten Normen. Damit eine Sortiermaschine zugelassen wird, muss ein Zusammenhang zwischen den Sortierparameter und der Festigkeit hergestellt werden. Jede Maschine muss daher eine Testreihe von 450 Proben erfüllen, wenn eine neue Holzart sortiert werden möchte, da je nach Herkunft und Art eine individuelle Anerkennung benötigt wird. Das liegt an den unterschiedlichen Boden- und Umweltbedingungen, wodurch die Eigenschaften wie Astigkeit oder Rohdichte große Unterschiede haben können, obwohl es die gleiche Art ist. Und da viele Sägewerke Holz unterschiedlicher Herkunft parallel verarbeiten, ist die maschinelle Sortierung noch zu umständlich und in der Praxis nur bei größeren Betrieben zu finden. Forscher fanden jedoch heraus, dass eine Einteilung nach Ländern wenig Sinn ergeben würde, da sich der Aufwand für die minimalen Eigenschaftsunterschiede nicht lohnen würde. Sinnvoller wäre es, Europa in 3 Abschnitte (Nord-, Mittel- und Osteuropa) einzuteilen.  Mittlerweile werden schon einige europäische Länder zu gemeinsamen Wuchsgebieten zusammengefasst. Das macht die maschinelle Sortierung einfacher und attraktiver für Unternehmen, um die Ausbeute des Holzes zu erhöhen. Zum Beispiel können dadurch die Querschnitte von Fachwerkträgern reduziert werden, wenn die Balken zuverlässige garantierte Eigenschaften haben. In Zukunft wird immer mehr darauf geachtet das Holz optimal zu nutzen und so Einsparungen von bis zu über 20 % zu ermöglichen.

## Kennzeichnung des Schnittholzes
Bauschnittholz muss deutlich gekennzeichnet werden. Wenn das aus optischen Gründen nicht möglich ist, muss ein Lieferschein beigefügt werden.  So ist es möglich, das Holz zurückzuverfolgen. Gekennzeichnet wird Schnittholz meist durch einen Prägestempel oder einen Tintenstrahldrucker, kann aber auch durch eine eingepresste oder aufgeklebte Plakette gekennzeichnet werden. Die genauen Vorschriften stehen in der DIN 4074 und DIN 14081. Das Schnittholz wird nach der CE-Kennzeichnung beschriftet, bei den verschiedenen Angaben gemacht werden müssen. Zum Beispiel befindet sich der Hersteller, die Codenummer zur Identifizierung und die Festigkeits- bzw. Sortierklassen auf dem Stempel.

## Trockensortiertes Holz und Holzfeuchtemessmethode
Nach der neuen DIN 4074 erhält trocken sortiertes Holz den Zusatz TS zur Sortierklassenbezeichnung. Die Sortierkriterien sind auf eine Holzfeuchte von 20 % bezogen und die Holzfeuchte wird mit einer elektrischen Widerstandsmessung nach DIN EN 13183-2 festgestellt. Die Messung erfolgt in einer Tiefe von maximal 30 % der Dicke bzw. Breite, maximal jedoch in 40 mm und einem Abstand von mind. 0,3 m vom Hirnholz oder in der Mitte bei einer Schnittholzlänge < 0,6 m. Sortiermerkmale sind an den ungünstigsten Stellen zu ermitteln. Bei nicht trockensortiertem Holz bleiben natürlich Schwindrisse und Krümmung unberücksichtigt, bzw. es muss nachsortiert werden.